# Bilokorovîci, Olevsk
Bilokorovîci (în ucraineană Білокоровичі) este o comună în raionul Olevsk, regiunea Jîtomîr, Ucraina, formată numai din satul de reședință.

## Demografie
Componența lingvistică a comunei Bilokorovîci
     Ucraineană (99,09%)
     Alte limbi (0,75%)
Conform recensământului din 2001, majoritatea populației comunei Bilokorovîci era vorbitoare de ucraineană (99,09%), existând în minoritate și vorbitori de alte limbi.